# Телефоника
„Телефоника“ (на испански: Telefónica, S.A) е испанска телекомуникационна компания със седалище в Мадрид, Испания.

## Дейност
Това е една от най-големите мобилни и фиксирани телекомуникационни компании в света. На трето място е по брой клиенти само след China Mobile и Vodafone и на пето по пазарен дял. В нея са заети 248 487 служители (2008), а оборотът и чистата печалба ѝ за същата година са съответно 56.44 млрд. и 9 млрд. евро.
Основана през 1924 г., до 1997 година, когато се либерализира телекомуникационният пазар в Испания, е монополист в страната. Днес в Испания компанията има 47,2 милиона клиенти (2008) и пазарен дял от над 75%. През 1997 г. испанското правителство продава своите акции и компанията става изцяло частна. Днес тя е собственост на различни инвестиционни фондове и банки – JPMorgan Chase (10%), Banco Bilbao Vizcaya Argentaria (5,62%), Citibank (4,66%) и др.

## Телефоника по света

### Испания
„Телефоника“ е втората по големина корпорация в Испания след Групо Сантандер. Притежава Telefónica de España, която е най-големият доставчик на фиксирани телефонни услуги и ADSL в Испания, както и Telefónica Móviles – най-големия мобилен оператор в Испания (с търговското име Movistar).

### Чехия
През 2005 купува чешката държавна телефонна компания, а заедно с това придобива и 100% от собствеността на Eurotel – един от трите мобилни оператора в страната. През 2006 двете се сливат в една компания, наречена Telefónica O2 Czech Republic.

### Словакия
През лятото на 2006 г. „Телефоника“ печели търга за трети мобилен оператор чрез бранда си O2. През 2007 започва дейност.

### Великобритания, Ирландия и Германия
На 26 януари 2006 „Телефоника“ завършва покупката на базирания в Обединеното кралство мобилен оператор О2 на стойност 25.7 млрд. евро. Като част от сделката „Телефоника“ се задължава да продължи да използва марката О2 в целия свят.

### Америка
Чрез бранда си Movistar е основен мобилен оператор в цяла Латинска Америка. В Чили, Венецуела, Бразилия и Перу е на първо място, а в Мексико – на второ.